# Герб комуни Ельмгульт
Герб комуни Ельмгульт (швед. Älmhults kommunvapen) — символ шведської адміністративно-територіальної одиниці місцевого самоврядування комуни Ельмгульт. 

## Історія
Герб було розроблено для торговельного містечка (чепінга) Ельмгульт. Отримав королівське затвердження 1946 року. Автором проекту герба є художник з Ельмгульта Мальте Сундгрен.   
Після адміністративно-територіальної реформи, проведеної в Швеції на початку 1970-х років, муніципальні герби стали використовуватися лишень комунами. Цей герб був 1971 року перебраний для нової комуни Ельмгульт.
Герб комуни офіційно зареєстровано 1976 року.

## Опис (блазон)
Щит перетятий, у верхньому золотому полі два зелені листки в'язу, у нижньому золотому полі — виходить золоте стебло ліннеї північної з двома квітками.

## Зміст
Листки в'язу вказують на назву комуни від цього дерева (швед. alm). Стебло ліннеї північної уособлює Карла Ліннея, який народився на території сучасної комуни.   